# Collegio plurinominale Lombardia - 02 (2020)
Il collegio elettorale plurinominale Lombardia - 02 è un collegio elettorale plurinominale della Repubblica italiana per l'elezione del Senato della Repubblica.

## Territorio
Come previsto dalla legge n. 51 del 27 maggio 2019, il collegio è stato definito tramite decreto legislativo all'interno della circoscrizione Lombardia.
Il collegio comprende la zona definita dai quattro collegi uninominali Lombardia - 03 (Milano), Lombardia - 04 (Sesto San Giovanni), Lombardia - 05 (Cologno Monzese) e Lombardia - 10 (Pavia) quindi la città metropolitana di Milano e le province di Pavia e di Lodi.

## XIX legislatura

### Risultati elettorali
|                               | Fratelli d'Italia                                       | 473 218   | 24,22 | 2 | 860 891   | 44,05 | 3 |  |  |
|                               | Lega per Salvini Premier                                | 218 096   | 11,16 | 1 | 860 891   | 44,05 | 3 |  |  |
|                               | Forza Italia                                            | 149 064   | 7,63  | 1 | 860 891   | 44,05 | 3 |  |  |
|                               | Noi Moderati                                            | 20 513    | 1,05  | – | 860 891   | 44,05 | 3 |  |  |
|                               | Partito Democratico - Italia Democratica e Progressista | 427 274   | 21,87 | 2 | 614 239   | 31,43 | 1 |  |  |
|                               | Alleanza Verdi e Sinistra                               | 91 042    | 4,66  | 1 | 614 239   | 31,43 | 1 |  |  |
|                               | +Europa                                                 | 88 183    | 4,51  | – | 614 239   | 31,43 | 1 |  |  |
|                               | Impegno Civico – Centro Democratico                     | 7 740     | 0,40  | – | 614 239   | 31,43 | 1 |  |  |
|                               | Azione - Italia Viva                                    | 217 293   | 11,12 | 1 | 217 293   | 11,12 | – |  |  |
|                               | Movimento 5 Stelle                                      | 165 517   | 8,47  | 1 | 165 517   | 8,47  | – |  |  |
|                               | Italexit                                                | 34 267    | 1,75  | – | 34 267    | 1,75  | – |  |  |
|                               | Unione Popolare                                         | 25 068    | 1,28  | – | 25 068    | 1,28  | – |  |  |
|                               | Italia Sovrana e Popolare                               | 22 357    | 1,14  | – | 22 357    | 1,14  | – |  |  |
|                               | Vita                                                    | 12 361    | 0,63  | – | 12 361    | 0,63  | – |  |  |
|                               | Noi di Centro – Europeisti                              | 2 148     | 0,11  | – | 2 148     | 0,11  | – |  |  |
| Totale                        | Totale                                                  | 1 954 141 | 100   | 9 | 1 954 141 | 100   | 4 |  |  |
|                               |                                                         |           |       |   |           |       |   |  |  |
| Voti non validi               | Voti non validi                                         | 68 097    | 3,37  |   |           |       |   |  |  |
| Votanti                       | Votanti                                                 | 2 022 238 | 68,88 |   |           |       |   |  |  |
| Elettori                      | Elettori                                                | 2 935 765 |       |   |           |       |   |  |  |
|                               |                                                         |           |       |   |           |       |   |  |  |
| Data: 25 settembre 2022       |                                                         |           |       |   |           |       |   |  |  |
| Fonte: Ministero dell'interno |                                                         |           |       |   |           |       |   |  |  |

### Eletti

#### Eletti nei collegi uninominali
Eletti nella coalizione di centro-destra (FdI - Lega - FI - NM)
     Eletti nella coalizione di centro-sinistra (PD-IDP - AVS - +E - IC-CD)
| Collegio uninominale  | Eletto | Eletto               | Partito             |
| --------------------- | ------ | -------------------- | ------------------- |
| 3. Milano             |        | Antonio Misiani      | Partito Democratico |
| 4. Sesto San Giovanni |        | Isabella Rauti       | Fratelli d'Italia   |
| 5. Cologno Monzese    |        | Ignazio La Russa     | Fratelli d'Italia   |
| 10. Pavia             |        | Gian Marco Centinaio | Lega                |

#### Eletti nella quota proporzionale
| Fratelli d'Italia           | Partito Democratico-IDP           | Lega               | Azione - Italia Viva | Forza Italia      | Movimento 5 Stelle | Alleanza Verdi e Sinistra |
| --------------------------- | --------------------------------- | ------------------ | -------------------- | ----------------- | ------------------ | ------------------------- |
|                             |                                   |                    |                      |                   |                    |                           |
| Paola Mancini Sandro Sisler | Carlo Cottarelli Franco Mirabelli | Alessandro Morelli | Marco Lombardo       | Alberto Barachini | Elena Sironi       | Tino Magni                |

1. ↑  Dimissionario in data 31.05.2023; lo stesso giorno subentra Cristina Tajani.